# Internationella kaffeorganisationen
Internationella kaffeorganisationen (engelska: The International Coffee Organization, ICO), är en mellanstatlig organisation grundad 1963 i London, Storbritannien, genom det första internationella kaffeavtalet (engelska: International Coffee Agreement, ICA). Organisationen är det främsta internationella forumet för frågor som rör kaffe; till exempel kaffeproduktion, handel med kaffe med mera.

## Om organisationen
Internationella kaffeorganisationen grundades genom det första internationella kaffeavtalet 1963.
Den internationella kaffeorganisationen har ett nära samarbete med flera av Förenta nationernas organ; däribland FN:s livsmedels- och jordbruksorganisation (FAO), FN:s konferens om handel och utveckling (UNCTAD), Internationella handelscentret (ITC) och FN:s miljöprogram (UNEP). Utöver FN-organen har den internationella kaffeorganisationen även nära samarbeten med Världshandelsorganisationen (WTO).

## Medlemmar
Den internationella kaffeorganisationen har en viss omsättning på medlemmar, som exempel kan nämnas att USA lämnade organisationen under 2018, men under 2022 inlett förhandlingar om att återinträda som medlem. Även Guatemala och Uganda lämnade organisationen 2019 respektive 2021.
Inom organisationen finns det en möjlighet för enskilda medlemmar att tillsammans med andra bilda en så kallad medlemsgrupp. Det förutsätter då att de har liknande inställningar i policyfrågorna som behandlas i organisationen. Som medlemsgrupp får de ett något större inflytande en vad de skulle fått som enskilda medlemmar.
I februari 2022 hade organisationen följande exporterande respektive importerande medlemmar:

### Exporterande medlemmar (42 st)
- Angola
- Bolivia
- Brasilien
- Burundi
- Centralafrikanska republiken
- Colombia
- Costa Rica
- Demokratiska republiken Kongo
- Ecuador
- El Salvador
- Elfenbenskusten
- Etiopien
- Filippinerna
- Gabon
- Ghana
- Honduras
- Indien
- Indonesien
- Kamerun
- Kenya
- Kuba
- Liberia
- Madagaskar
- Malawi
- Mexiko
- Nepal
- Nicaragua
- Nigeria
- Panama
- Papua Nya Guinea
- Peru
- Rwanda
- Sierra Leone
- Tanzania
- Thailand
- Togo
- Venezuela
- Vietnam
- Yemen
- Zambia
- Thailand
- Zimbabwe

### Importerande medlemmar (7 st)
- Europeiska Unionen[b]
- Japan
- Norge
- Ryssland
- Schweiz
- Storbritannien
- Tunisien

## Verkställande direktörer
Organisationens kansli leds av en verkställande direktör (engelska: Executive Director). Alla verkställande direktörer utom två har varit brasilianare. I och med att Vanúsia Nogueira valdes till posten 2022 fick Internationella kaffeorganisationen sin första kvinnliga verkställande direktör. Följande personer har innehaft rollen sedan organisationen inrättades:
- 1963–1968 – João Oliveira Santos
- 1968–1968 – Cyril C. Spencer
- 1968–1994 – Alexandre Fontana Beltrão
- 1994–2002 – Celsius A. Lodder
- 2002–2010 – Néstor Osorio Londoño
- 2010–2011 – José Dauster Sette
- 2011–2016 – Robério Oliveira Silva
- 2017–2022 – José Dauster Sette
- 2022– – Vanúsia Maria Carneiro Nogueira